# Radmila Šekerinska
Radmila Šekerinska Jankovska (in macedone Радмила Шекеринска Јанковска ; Skopje, 10 giugno 1972) è una politica macedone.
È stato Primo ministro della Repubblica di Macedonia per due periodi, entrambi ad interim, dal maggio al giugno 2004 e nuovamente dal novembre al dicembre sempre del 2004.
È stata la leader dell'Unione Socialdemocratica di Macedonia dal settembre 2008 al maggio 2009. In questo ruolo è stato preceduta da Vlado Bučkovski e succeduta da Zoran Zaev. Ha anche ricoperto il ruolo di Vice-Primo ministro con delega agli Affari europei.
Dal 2024 ricopre l'incarico di segretario generale delegato della NATO.